# Karlobag
Karlobag je pristanišče in naselje, središče občine Karlobag Liško-senjske županije.

## Geografija
Karlobag se nahaja v Liško-senjski županiji ob magistralni cesti Reka - Dubrovnik. Površina občine, v kateri je leta 2001 živelo 1019 prebivalcev, 2011 917 in 2021 780 (samo naselje Karlobag pa jih ima približno pol manj), znaša 283 km². Naselji s preko 100 prebivalci v občini sta še Barić Draga in Cesarica, druga manjša so: Lukovo Šugarje, Vidovac Cesarički, Baške Oštarije, Ledenik Cesarički, Kućišta Cesarička, Sušanj Cesarički, Staništa, nekaj naselij pa je ostalo brez prebivalcev: Crni Dabar, Došen Dabar, Konjsko in Ravni Dabar.
V Karlobagu je odcep ceste čez Oštarijsko sedlo (929 mnm) na Velebitu proti Plitvicam in dalje proti Zagrebu. Karlobag leži nasproti otoka Paga, od katerega ga loči 2 km širok Velebitski kanal.
Karlobag, v katerem je pristanišče s tremi pomoli in valobranom, je precej nevarno pristanišče, kadar piha burja, ki tu lahko doseže orkansko moč. Na koncu valobrana stoji svetilnik, ki oddaja svetlobni signal: Z Bl3s. Nazivni domet svetilnika je 4 milje.

## Zgodovina
V bližini Karlobaga je bilo rimsko naselje Vegium na kar nas opozarjajo ostanki zidov, mozaik in grobovi. V začetku srednjega veka se je na morski obali Fortice pričelo razvijati novo naselje Scirssa (Bag). Od leta 1387 je bilo naselje Bag v posesti knezov Kurjakovićev, ki so zgradili utrdbo pravokotne oblike. Turki so naselje potem, ko so ga leta 1525 osvojili požgali. Mesto je 1579 obnovil nadvojvoda Karlo, od takrat se mesto imenuje Karlobag. Pod utrdbo Kurjakovićev se je pričelo razvijati novo naselje trgovcev, obrtnikov in ribičev. Leta 1788 je postal Karlobag "svobodno mesto". Leta 1825 so utrbo Kurjakovićev porušili.
Na griču nad mestom so ruševine srednjeveškega gradu Fortice. Vidni so tlorisni ostanki zidu glavne trdnjave in krožnega obrambnega zidus tremi stolpi.
Od verskih objektov, ki se v Karlobagu nahajajo so pomembnejši: kapucinski samostan zgrajen 1712 s cerkvijo Matere božje žalostne in župnijska cerkev sv. Josipa iz leta 1767, ki je bila med drugo svetovno vojno hudo poškodovana, tako da je ostal samo zvonik.
Južno od Karlobaga se nahaja Vidov grad  (Vidova gradina), ki je grajen v obliki pravilnega četverokotnika, ob njem pa so ruševine gotske cerkvice.

## Izleti
- Pag, po morju 8 nm
- Rab, po morju 19 nm
- Starigrad, po cesti 45 km

## Demografija
| Pregled števila prebivalcev po letih | Pregled števila prebivalcev po letih | Pregled števila prebivalcev po letih | Pregled števila prebivalcev po letih | Pregled števila prebivalcev po letih | Pregled števila prebivalcev po letih | Pregled števila prebivalcev po letih | Pregled števila prebivalcev po letih | Pregled števila prebivalcev po letih | Pregled števila prebivalcev po letih | Pregled števila prebivalcev po letih | Pregled števila prebivalcev po letih | Pregled števila prebivalcev po letih | Pregled števila prebivalcev po letih | Pregled števila prebivalcev po letih |      |      |
| ------------------------------------ | ------------------------------------ | ------------------------------------ | ------------------------------------ | ------------------------------------ | ------------------------------------ | ------------------------------------ | ------------------------------------ | ------------------------------------ | ------------------------------------ | ------------------------------------ | ------------------------------------ | ------------------------------------ | ------------------------------------ | ------------------------------------ | ---- | ---- |
| 1857                                 | 1869                                 | 1880                                 | 1890                                 | 1900                                 | 1910                                 | 1921                                 | 1931                                 | 1948                                 | 1953                                 | 1961                                 | 1971                                 | 1981                                 | 1991                                 | 2001                                 | 2011 | 2021 |
| 660                                  | 726                                  | 710                                  | 661                                  | 737                                  | 770                                  | 508                                  | 412                                  | 365                                  | 403                                  | 428                                  | 508                                  | 478                                  | 467                                  | 510                                  | 468  | 368  |

## Galerija slik
- Karlobag
- Karlobag